# Svjetsko prvenstvo u motociklizmu 1956. – 500cc
Svjetsko prvenstvo u motociklizmu u klasi 500cc za 1956. godinu je osvojio briranski vozač John Surtees na motociklu proizvođača MV Agusta. 

## Raspored utrka i osvajači postolja
1956. godine je bilo na rasporedu 6 trkačih vikenda Svjetskog prvenstva, te su na svima vožene utrke u klasi 500cc.
| rb | datum              | staza             | utrka          | službeni naziv utrke                                                            | pole poz. | motocikl | naj.krug                   | motocikl   | pobjednik     | motocikl  | drugoplasirani  | motocikl  | trećeplasirani  | motocikl  | izvj.                                                      |
| -- | ------------------ | ----------------- | -------------- | ------------------------------------------------------------------------------- | --------- | -------- | -------------------------- | ---------- | ------------- | --------- | --------------- | --------- | --------------- | --------- | ---------------------------------------------------------- |
| 1  | 8. lipnja 1956.    | Snaefell Mountain | Tourist Trophy | Isle of Man Tourist Trophy (The Auto-Cycle Union T.T. and Clubman's Races 1956) |           |          | John Surtees               | MV Agusta  | John Surtees  | MV Agusta | John Hartle     | Norton    | Jack Brett      | Norton    | [ 1 ] [ 2 ] [ 3 ] [ 4 ] [ 5 ] [ 6 ] [ 7 ] [ 8 ] [ 9 ]      |
| 2  | 30. lipnja 1956.   | Assen             | VN Nizozemske  | 26e Dutch TT (Grote Prys van Nederland der K.N.M.V.)                            |           |          | John Surtees               | MV Agusta  | John Surtees  | MV Agusta | Walter Zeller   | BMW       | Eddie Grant     | Norton    | [ 1 ] [ 2 ] [ 3 ] [ 4 ] [ 10 ] [ 11 ] [ 12 ] [ 13 ]        |
| 3  | 8. srpnja 1956.    | Spa-Francorchamps | VN Belgije     | Grand Prix de Belgique des Motos - Grote Prijs van Belgie voor Moto's           |           |          | Geoff Duke                 | Gilera     | John Surtees  | MV Agusta | Walter Zeller   | BMW       | Pierre Monneret | Gilera    | [ 1 ] [ 2 ] [ 3 ] [ 4 ] [ 14 ] [ 15 ] [ 16 ] [ 17 ]        |
| 4  | 22. srpnja 1956.   | Solituderennen    | VN Njemačke    | Großer Preis von Deutschland                                                    |           |          | Bill Lomas                 | Moto Guzzi | Reg Armstrong | Gilera    | Umberto Masetti | MV Agusta | Dickie Dale     | Gilera    | [ 1 ] [ 2 ] [ 3 ] [ 4 ] [ 18 ] [ 19 ] [ 20 ]               |
| 5  | 11. kolovoza 1956. | Dundrod – Belfast | VN Ulstera     |                                                                                 |           |          | Geoff Duke                 | Gilera     | John Hartle   | Norton    | Bob Brown       | Matchless | Peter Murphy    | Matchless | [ 1 ] [ 2 ] [ 3 ] [ 4 ] [ 21 ] [ 22 ] [ 23 ]               |
| 6  | 9. rujna 1956.     | Monza             | VN Nacija      | 34º Gran Premio motociclistico delle Nazioni                                    |           |          | Geoff Duke Libero Liberati | Gilera     | Geoff Duke    | Gilera    | Libero Liberati | Gilera    | Pierre Monneret | Gilera    | [ 1 ] [ 2 ] [ 3 ] [ 4 ] [ 24 ] [ 25 ] [ 26 ] [ 27 ] [ 28 ] |

1. startna pozicija (eng. pole position) – kao statistika se broji od 1974. godine, dotad nije službeno dijeljena, te je ovisila o pojedinim stazama i utrkama 

Tourist Trophy - za TT utrku je klasa nazvana Senior TT 

VN Nizozemske – također navedena kao Dutch TT, odnosno TT Assen 

VN Njemačke - također navedena kao VN Zapadne Njemačke

## Poredak za vozače
Sustav bodovanja
Bodove je osvajalo prvih 6 vozača u utrci. Od ukupnog broja osvojenih bodova, u poretku su vozaču stavljeni bodovi iz 4 utrke s najboljim plasmanom. 
| pozicija u utrci | 1. | 2. | 3. | 4. | 5. | 6. |
| bodovi           | 8  | 6  | 4  | 3  | 2  | 1  |

| mj. | vozač           | konstruktor | bm     | momčad (tim)           | motocikl   | bodova u poretku | ukupno bodova |
| --- | --------------- | ----------- | ------ | ---------------------- | ---------- | ---------------- | ------------- |
| 1.  | John Surtees    | MV Agusta   | 6 / 43 | Meccanica Verghera     | MV Agusta  | 24               |               |
| 2.  | Walter Zeller   | BMW         | 2 / 10 |                        | BMW        | 16               |               |
| 3.  | John Hartle     | Norton      |        | Norton motos Limited   | Norton     | 14               |               |
| 4.  | Pierre Monneret | Gilera      | 36     |                        | Gilera     | 12               |               |
| 5.  | Reg Armstrong   | Gilera      |        |                        | Gilera     | 11               |               |
| 6.  | Umberto Masetti | MV Agusta   |        | Meccanica Verghera     | MV Agusta  | 9                |               |
| 7.  | Geoff Duke      | Gilera      | 12     |                        | Gilera     | 8                |               |
| 8.  | Bob Brown       | Matchless   |        |                        | Matchless  | 6                |               |
| 8.  | Libero Liberati | Gilera      |        |                        | Gilera     | 6                |               |
| 10. | Eddie Grant     | Norton      |        | R.A.C. of South Africa | Norton     | 6                |               |
| 11. | Jack Brett      | Norton      |        | Norton Motors Limited  | Norton     | 5                |               |
| 12. | Peter Murphy    | Matchless   |        |                        | Matchless  | 4                |               |
| 13. | Keith Bryen     | Norton      |        | A.C.C. Of Australia    | Norton     | 4                |               |
| 14. | Gerold Klinger  | BMW         |        |                        | BMW        | 3                |               |
| 14. | Geoff Tanner    | Norton      |        | G. K. Rae              | Norton     | 3                |               |
| 16. | Bill Lomas      | Moto Guzzi  | 20     | Moto Guzzi             | Moto Guzzi | 2                |               |
| 16. | Paul Fahey      | Matchless   |        | New Zealand A.C.U.     | Matchless  | 2                |               |
| 16. | Alfredo Milani  | Gilera      | 42     |                        | Gilera     | 2                |               |
| 16. | Wilfred Herron  | Norton      |        |                        | Norton     | 2                |               |
| 16. | Carlo Bandirola | MV Agusta   |        |                        | MV Agusta  | 2                |               |
| 21. | Derek Ennett    | Matchless   |        | Matchless Motor Cycles | Matchless  | 1                |               |
| 21. | Ernst Hiller    | BMW         |        |                        | BMW        | 1                |               |
| 21. | Auguste Goffin  | Norton      |        |                        | Norton     | 1                |               |

 u ljestvici vozači koji su osvojili bodove u prvenstvu 

## Poredak za konstruktore
Sustav bodovanja
Bodove za proizvođača osvaja najbolje plasirani motocikl proizvođača među prvih 6 u utrci. Od ukupnog broja osvojenih bodova, u poretku su konstruktoru stavljeni bodovi iz 4 utrke s najboljim plasmanom. 
| pozicija u utrci | 1. | 2. | 3. | 4. | 5. | 6. |
| bodovi           | 8  | 6  | 4  | 3  | 2  | 1  |

"MV Agusta" prvak u poretku konstruktora. 
| mj. | konstruktor | bod | (ukupno bodova) |
| --- | ----------- | --- | --------------- |
| 1.  | MV Agusta   | 30  | (32)            |
| 2.  | Gilera      | 20  | (21)            |
| 3.  | Norton      | 20  |                 |
| 4.  | BMW         | 18  | (19)            |
| 5.  | Matchless   | 9   |                 |
| 6.  | Moto-Guzzi  | 2   |                 |

 u ljestvici konstruktori koji su osvojili bodove u prvenstvu 

## Vanjske poveznice
- (engl.) motogp.com
- (fr.) racingmemo.free.fr, LES CHAMPIONNATS DU MONDE DE VITESSE MOTO
- (engl.) motorsportstats.com, MotoGP
- (fr.) pilotegpmoto.com, wayback
- (nizoz.) jumpingjack.nl, Alle Grand-Prix uitslagen en bijzonderheden, van 1973 (het jaar dat Jack begon met racen) tot heden., wayback
- (engl.) motorsport-archive.com, World 500ccm Championship :: Overview wayback arhiva
- (engl.) the-sports.org, Moto - Moto GP - Prize list
- (engl.) motorsportmagazine.com, World Motorcycle Championship / MotoGP
- (engl.) motorsporttop20.com, Motorcycle Championships
- (engl.) progcovers.com, Motor Racing Programme Covers / FIM Grand Prix World Championship Programmes / 500cc Class / MotoGP
- (engl.) en.wikipedia.org, 1956 Grand Prix motorcycle racing season
- (njem.) de.wikipedia.org, Motorrad-Weltmeisterschaft 1956
- (nizoz.) nl.wikipedia.org, Wereldkampioenschap wegrace 1956
- (tal.) it.wikipedia.org, Risultati del motomondiale 1956